# Foundation for Endangered Languages
La Foundation for Endangered Languages és una organització sense ànim de lucre, registrada com a Charity 1070616 a Anglaterra i Gal·les, fundada en 1996. El seu president actual és Nicholas Ostler.
El seu objectiu és donar suport, habilitar i assistir la documentació, protecció i promoció de les llengües amenaçades.
La Fundació dona premis de petites donacions (de l'ordre de 1.000 dòlars EUA) per a tota mena de projectes que entrin dins d'aquest objectiu. També publica un butlletí de notícies, OGMIOS: Newsletter of Foundation for Endangered Languages, i organitza una conferència anual, amb els procediments que estan disponibles com volums publicats.